# Alexandra Vagramov
Alexandra Vagramov (* 1. Juni 2001) ist eine kanadische Tennisspielerin.

## Karriere
Vagramov spielt vor allem auf der ITF Women’s World Tennis Tour.
2018 erhielt sie eine Wildcard für die Qualifikation zum Rogers Cup.
2019 spielte sie mit ihrer Partnerin Jada Bui bei den Panamerikanischen Spiele 2019.

## Turniersiege

### Doppel
| Nr. | Datum         | Turnier | Kategorie | Belag     | Partnerin       | Finalgegnerinnen           | Ergebnis  |
| --- | ------------- | ------- | --------- | --------- | --------------- | -------------------------- | --------- |
| 1.  | 19. Juli 2025 | Granby  | ITF W75   | Hartplatz | Darja Viďmanová | Saki Imamura Wakana Sonobe | 7:65, 6:3 |